# Anaerob
Anaerob (gr. an – przedrostek oznaczający przeczenie; aer – powietrze; bio – żyję), beztlenowiec, anaerobiont, anoksybiont – organizm rozwijający się w warunkach beztlenowych.
Wyróżnia się:
- anaeroby obligatoryjne (beztlenowce bezwzględne), żyjące jedynie w warunkach pozbawionych tlenu, który jest dla nich toksyczny
- anaeroby fakultatywne (beztlenowce względne), rozwijające się zarówno w obecności tlenu, jak i w warunkach beztlenowych.

Do anaerobów należy wiele gatunków bakterii, grzybów, bezkręgowców, pierwotniaków i robaków pasożytniczych. Do anaerobów zagrażających człowiekowi należą bakterie tężca i laseczki jadu kiełbasianego.